# 그리스 신화의 등장인물 목록
이 목록은 그리스 신화에 나오는 신들과 영웅들을 담은 리스트이다.

## 그리스 신들

### 올림포스 12신
데메테르
데메테르는 곡물과 수확의 여신이며 로마신화의 케레스와 해당된다.
아레스
아레스는 전쟁의 신이며 로마신화의 마르스에 해당된다.
창, 칼, 방패, 놋쇠 갑옷, 전차가 대표적 상징이다.
아테나
아테나는 지혜·전쟁·직물·요리·도기·문명의 여신이며, 로마신화의 미네르바에 해당된다.
아르테미스
아르테미스는 순결, 처녀,
사냥과 달의 여신이며, 로마신화의 디아나와 동일하다.곰과 사슴,
활과 화살, 초승달, 토끼가 대표적 상징이다.
아폴론
아폴론은 태양과 예언 및 광명·의술·궁술·음악·시를 주관하는 신이다. 로마신화의 아폴론와 동일하다.
활과 화살, 백조, 돌고래가 대표적 상징물이다.
아프로디테
아프로디테는 미와 사랑의 여신으로 로마신화의 베누스와 동일하다.
머틀, 비둘기, 참새, 백조가 대표적 상징물이다.
제우스
제우스는 그리스 신화에 나오는 주신(主神)이며, 로마신화의 유피테르와 동일하다.
크로노스와 레아의 막내아들(사실상 첫째)이다.
번개, 독수리, 황소와 참나무가 대표적 상징물이다.
포세이돈
포세이돈은, 바다, 지진, 돌풍의 신이며, 로마의 넵튠과 비슷하다.
돌고래, 물고기, 말, 소가 대표적 상징물이다
하데스
하데스는 죽음과 지하세계를 관장하는 신이다. 정확히는 올림포스 신이 아니다. 로마의 플루톤과 비슷하다.

헤파이스토스
헤파이스토스는 대장장이와 불의 신이다. 아프로디테의 남편이다. 태어났을 때 너무 못생겨서 올림포스에서 버려져 절름발이 되었다.
헤라
헤라는 결혼과 가정의 여신으로 제우스의 정실부인이다. 로마신화의  유노(영어:Juno)에 해당된다.
헤르메스
헤르메스는 여행자 · 목동 · 체육 · 웅변 · 도량형 · 발명 · 상업 · 도둑과 거짓말쟁이의 교활함을 주관하는 신이며,
로마신화의 메르쿠리우스에  해당된다.
헤스티아
헤스티아는 화덕을 지키고 가정의 질서를 담당하는 여신이며, 로마신화의 베스타와 유사하다. 또한, 술의 신 디오니소스에게 자리를 내주었다.
디오니소스
디오니소스는 술의 신이다. 원래는 인간 영웅으로 태어나 활동하였지만, 올림포스 신들이 신으로 만들어주었다. 로마 이름은 바쿠스 (영어:Bacchus)다.

## 같이 보기
- 고전 신화
- 그리스 신들의 가계도